# Аналитична механика
Аналитичната механика е раздел на Теоретична механика, в която се откриват и разработват общи принципи на механиката, от които се получават условията за равновесие и диференциалните уравнения за движение на различните механични системи.